# Moving Day
«Moving Day» (рус. День переезда) — анимационный эпизод мультсериала про Микки Мауса под номером 85, созданный Уолтом Диснеем в 1936 году.
Микки Маус и Дональд Дак просрочили плату за жильё на целых шесть месяцев! Они испуганы, растеряны и не знают, что делать. Вдруг кто-то начинает стучать в дверь. Это шериф Пит. Микки открывает заслонку на двери, и Пит входит в дом. Он начинает придираться и кричать на Микки и Дональда, угрожая, что продаст дом, а затем засудит их. Пит выходит и тут же начинает прибивать таблички о продаже дома. Дональд, возмущённый, начинает кричать на него, а затем, услышав повторный стук, прячется, решив, что «его желание разобраться с Питом вот-вот исполнится».
В это время появляется Гуфи, который работает перевозчиком льда. Он заходит к Микки. Ребята понимают, что им нужно срочно переезжать и начинают быстро собирать вещи. Гуфи им помогает, унося рояль в свой грузовик для перевозки льда. Однако тут возникает небольшая проблема: когда Гуфи оставляет рояль без присмотра, он сам начинает двигаться. Тогда Гуфи снова закатывает рояль в кузов грузовика и направляется в дом, но рояль следует за ним по всему дому, выглядывая из-за углов и подкрадываясь сзади, будто у него есть разум.
Тем временем Микки и Дональд продолжают собирать вещи. В суматохе Дональд ломает кран с газом и решает заткнуть его вантузом. Но тут случается ещё одна проблема: вантуз моментально присасывается к ягодицам Дональда. Бедняга не может отцепить его. В конце концов, Дональд падает в аквариум, где, наконец, освобождается от надоедливого инструмента. Но и тут не всё просто: аквариум теперь прилипает к его ягодицам вместо вантуза.
Тем временем Гуфи придумывает способ перехитрить рояль: он надевает на ручку метлы свою шапочку, и рояль, приняв её за голову Гуфи, несётся на метлу и врезается в холодильник.
Дональд, тем временем, наконец избавляется от аквариума. Он привязывает резинку к своему поясу, а её другой конец – к дверной ручке. Аквариум отцепляется, и Дональд отлетает прямо в трубу носом, раздуваясь, словно воздушный шарик. Это заставляет его пролететь по всему дому, снести его и разбросать чемоданы с вещами, которые уже успел собрать Микки.
Внезапно снова появляется Пит. Он кричит на друзей за беспорядок, а затем зажигает спичку, но из-за утечки газа происходит взрыв. В результате ребята (удивительно, вместе с вещами) оказываются посажены в грузовичок Гуфи. Пит же остаётся висеть на ванне с табличкой «Продаётся!» на шее, а когда пытается подняться, ошпаривается горячей водой.